# الاسیشم، اکسکی
الاسیشم، اکسکی (به لاتین: Alaçeşme, Akseki) یک منطقهٔ مسکونی در ترکیه است که در استان آنتالیا واقع شده‌است.